# 音威子府郵便局
音威子府郵便局（おといねっぷゆうびんきょく）は北海道中川郡音威子府村にある郵便局。現在村内にある唯一の郵便局である。民営化前の分類では集配特定郵便局であった。

## 概要
住所：〒098-2599 北海道中川郡音威子府村音威子府447
民営化直前の集配業務再編において、多くの集配特定郵便局は配達センターとなったが、当局は地域郵便輸送の拠点として統括センターとされたため、民営化に際し郵便事業株式会社の支店が併設された。なお、同支店は全国で唯一村にある支店であった。後述のように2019年4月から統括業務を名寄、留萌、稚内の各郵便局にそれぞれ移管し同局は名寄郵便局の管轄に入り、また同局で受け持っていた中頓別町の一部の集配エリアも中頓別局に移管し、集配エリアは旧集配特定局時代の音威子府村内のみに戻ることとなった。

## 沿革
- 1917年（大正6年）11月1日 - 開局。
- 1963年（昭和38年）2月25日 - 咲来郵便局から電話交換事務を移管[1]。
- 1969年（昭和44年）8月16日 - 咲来郵便局から和文電報配達業務を移管。
- 1975年（昭和50年）9月25日 - 電話の加入および料金に関する簡易な事務を除く電話交換業務を美深電報電話局に移管。
- 1983年（昭和58年）3月10日 - 風景入通信日付印の使用を開始。
- 1984年（昭和59年）6月25日 - 咲来郵便局から集配業務を移管。
- 2005年（平成17年）3月26日 - 咲来郵便局の廃止に伴い、取扱業務を継承[2]。
- 2007年（平成19年）3月19日 - 小頓別郵便局から集配業務の一部[3]を移管[4]。
- 2007年（平成19年）10月1日 - 民営化に伴い、併設された郵便事業音威子府支店に一部業務を移管。
- 2011年（平成23年）4月1日 - 天塩郵便局内に、郵便事業音威子府支店天塩集配センターを開設。
- 2012年（平成24年）10月1日 - 日本郵便株式会社の発足に伴い、郵便事業音威子府支店を音威子府郵便局に統合。
- 2019年（平成31年）4月1日 - ゆうゆう窓口を廃止[5]。管轄局の機能を名寄郵便局、留萌郵便局および稚内郵便局に移管し、名寄郵便局の管轄下に入る。また、枝幸郡中頓別町の一部の集配業務（音威子府局が受け持っていた小頓別郵便局のかつての集配エリア部分）を中頓別郵便局に移管。

## 取扱内容
- 郵便、印紙、ゆうパック、内容証明
- 貯金、為替、振替、振込、国際送金、国債
- 生命保険、バイク自賠責保険
- ゆうちょ銀行ATM
- 中川郡音威子府村内の集配業務

※ゆうゆう窓口は2019年4月1日から廃止

## 周辺
- 音威子府村役場
- 中島公園
- 北海道おといねっぷ美術工芸高等学校
- 道の駅おといねっぷ
- 天塩川

## アクセス
- JR宗谷本線 音威子府駅から徒歩約7分
- 宗谷バス 音威子府ターミナル下車
- 駐車場あり：3台